# Rocio octofasciata
Rocio octofasciata (лат.) (ранее Nandopsis octofasciatum и Cichlasoma octofasciatum) — лучепёрая рыба семейства цихловых, широко распространённая в Северной и Центральной Америке (к югу от Мексики до Гондураса). В англоязычной литературе эту рыбу называют «Jack Dempsey» в связи с тем, что своей агрессивной природой и сильными чертами лица её можно сравнить со знаменитым американским боксером 20-х годов прошлого века Джеком Демпси.

## Распространение
Рыба обитает в Мексике и Гондурасе, где она встречается в медленных водах, таких как заболоченные участки с теплой, мутной водой, засоренные грязью и песком каналы, дренажные канавы и реки. Установлено также, что вид интродуцирован в Австралии, США и Таиланде (по-видимому, как беглецы из аквариумов).

## Экология
Rocio octofasciata изначально живут в тропическом климате и предпочитают воду с рН 6—7, жесткостью от 9—20 DGH и температуру в диапазоне 22—30 °C. Они могут достигать 25 см в длину. Это хищники, едят червей, ракообразных, насекомых и других рыб. Они могут съесть небольших/молодых пецилий, уже при длине около 7—8 см.

## Воспроизводство
Rocio octofasciata откладывают икру на субстрате (дно аквариума или бассейна). Как и большинство цихловых, они оказывают заботу о потомстве — охраняют кладку и мальков. Rocio octofasciata, как известно, очень внимательные родители, они предварительно пережёвывают пищу, чтобы прокормить своих отпрысков. Тем не менее, для них не является редкостью пожирание икры и мальков нерестящейся парой в случае большой опасности или при других неблагоприятных условиях.

## Морфология
Мальки имеют светло-серую или светло-коричневую окраску со слабыми бирюзовыми пятнами. С созреванием окраска изменяется до темно-фиолетово-серой с очень яркими, радужными сине-зелёными и золотыми блёстками. Их цвета меняются (теряются) во время стресса. Спинной и анальный плавники самцов имеют длинные, острые концы. Самки лишены этих увеличенных краёв.

## В аквариуме
Эти рыбы — популярные как обитатели аквариумов, благодаря своей поразительной внешности и представительным манерам. Они, как и большинство цихловых, считаются «агрессивными», но могут жить в хорошо заселённом аквариуме, где агрессия «рассеивается» на множество рыб и есть возможность занять и охранять «свою» территорию. Rocio octofasciata — это цихловые, которые часто отличаются проявлением застенчивости, при этом они скрываются в пещере. Рекомендуется, чтобы Rocio octofasciata было предоставлено множество мест, для того чтобы прятаться. Они часто занимают пещеры первыми и очень агрессивны к другим рыбам в аквариуме, которые плавать около их дома.
Существует синий вариант этой рыбы, широко известный как «Blue jack dempsey» или «Electric blue jack dempsey». Это, естественно, генетические мутации. Синие экземпляры менее агрессивны, меньше по размеру и тоньше.